# Осада Константинополя (1203)
Осада Константинополя 11—18 июля 1203 состоялась в ходе Четвёртого крестового похода.

## Изменение маршрута
После взятия Задара войско крестоносцев под давлением Венеции и своих лидеров — Бонифация Монферратского, Луи де Блуа и Гуго де Сен-Поля — изменило маршрут экспедиции, заключив соглашение с людьми Филиппа Швабского, представлявшего интересы царевича Алексея, сына Исаака II. Вместо Святой земли было решено отправиться восстанавливать на престоле свергнутого императора. Известие об этой сделке вызвало сильное недовольство, и часть пилигримов во главе с Симоном де Монфором, Гуго и Ангерраном де Бовом покинула армию и отправилась на Восток самостоятельно.
Алексей, прибывший в Задар 25 апреля, раздал множество обещаний и уверял крестоносцев, что одного его появления в сопровождении войска будет достаточно для того, чтобы Константинополь открыл ворота. В конце апреля флот вышел из Задара. Диррахий признал Алексея императором, но уже на Корфу стало ясно, что на дружественный прием со стороны византийцев рассчитывать не приходится. Жители, узнав о прибытии Алексея, напали на венецианский флот, атаковав его камнями и зажигательными снарядами, пытаясь изгнать крестоносцев из гавани; в ответ пилигримы разграбили остров.
По словам Анонима Гальберштадтского, местный архиепископ, пригласивший на обед священнослужителей, сопровождавших пилигримов, с иронией заметил по поводу претензий римского престола на верховенство в церкви, что ему, известно только одно обоснование таких требований, состоящее в том, что «Христа ведь распяли римские воины».
На Корфу пилигримы оставались три недели; за это время в их войске едва не произошел новый раскол, так как около половины войска во главе с Эдом де Шамплитом, Жаком д’Авеном, Пьером Амьенским, Оже де Сен-Шероном и другими, не желала участвовать в константинопольской авантюре, и начала переговоры с Готье де Бриенном, захватившим Бриндизи, об отправке в Святую землю из этого порта. Предводителям похода с трудом удалось убедить недовольных остаться в войске до дня святого Михаила (29 сентября 1203), когда истекал срок, на который пилигримы нанялись служить венецианцам, ибо, потеряв этих людей, крестоносцы, по откровенному признанию Виллардуэна, не смогли бы «произвести никакого завоевания». После этого им обещали предоставить корабли для продолжения похода в Святую землю.

## Высадка на Босфоре
24 или 25 мая, на Троицу, флот отплыл с Корфу, прибыл в Негропонт, затем пилигримы высадились на Андросе, жители которого откупились от них за большую сумму, и около 1 июня первые корабли причалили к Абидосу. 8-го подошел остальной флот. Пройдя Геллеспонтом, крестоносный флот причалил у монастыря Святого Стефана, в трех лье к югу от столицы. Оттуда уже хорошо был виден Константинополь, произведший на благочестивых паломников сильнейшее впечатление.
По словам Виллардуэна,

Они долго разглядывали Константинополь, те, кто его никогда не видел, ибо они не могли и представить себе, что на свете может существовать такой богатый город, когда увидели эти высокие стены, и эти могучие башни, которыми он весь кругом был огражден, и эти богатые дворцы, и эти высокие церкви, которых там было столько, что никто не мог бы поверить, если бы не видел своими глазами, и длину, и ширину города, который превосходил все другие города. И знайте, что не было такого храбреца, который не содрогнулся бы, да это и вовсе не было удивительно; ибо с тех пор, как сотворен мир, никогда столь великое дело не предпринималось таким числом людей.— Жоффруа де Виллардуэн. Завоевание Константинополя, 128
24 июня корабли пристали у Халкедона, где предводители заняли императорский дворец. 26-го крестоносцы заняли Скутари, расположенный к северу, где также находился один из императорских дворцов. В этом месте стали на якорь галеры, а нефы причалили у Диплокиония (Бешикташ). Император Алексей III вывел свою армию на противоположный берег Босфора, чтобы помешать переправе противника.

## Состояние византийской обороны
Несмотря на то, что византийские войска намного превосходили крестоносцев численностью, считается, что их все равно было недостаточно для обороны такого большого города. Главной проблемой было отсутствие флота: после заключения в 1187 оборонительного и наступательного союза с Венецией империя сократила число кораблей до минимума, и теперь, когда союзники обратили оружие против неё, оказалась беззащитна. Деньги, ассигнованные казной на снаряжение флота, систематически разворовывались чиновниками, а командующий военно-морскими силами мегадука Михаил Стрифна, пользуясь своим положением зятя императора, продал частным лицам снасти, паруса и прочее корабельное снаряжение, а вырученные деньги присвоил. В итоге к началу осады в византийских доках оказалось всего 20 кораблей без такелажа. Таким образом, византийцы не могли помешать венецианцам и крестоносцам произвести высадку в любом удобном для тех пункте, и защитникам столицы оставалось полагаться только на крепость стен и труднодоступность со стороны моря.

## Попытки переговоров
Алексей III предпринял попытку уладить дело миром, для чего послал в лагерь крестоносцев своего посланника, ломбардца Никколо Росси, предложив выплатить пилигримам крупную сумму и снабдить продовольствием, чтобы они могли продолжить своё благочестивое паломничество в Святую землю. На это представитель крестоносцев Конон де Бетюн ответил, что их войско не покинет Босфора, пока узурпатор не вернет трон брату. При этом крестоносцы были неприятно удивлены тем обстоятельством, что никто из греков не выказывал расположения к царевичу Алексею, и даже никто из его родственников не явился в Скутари, чтобы его поприветствовать. По предложению Энрико Дандоло они на другой день вместе с Бонифацием и Алексеем подошли на галерах почти к самым городским стенам, показывая населению столицы царевича и выкрикивая призывы принять его, как своего законного государя. Эти попытки, повторявшиеся ещё несколько раз, были безуспешны, а византийцы всякий раз встречали корабли крестоносцев метательными снарядами.

## Высадка у Галаты
4 июля было решено разделить войско на семь отрядов для проведения высадки на европейском берегу. Боевое расписание крестоносной армии приводит Виллардуэн:
1 отряд (авангард) — фламандцы во главе с графом Бодуэном IX Фландрским, располагавшим наибольшим количеством лучников и арбалетчиков.
2 отряд — воины Анри и Матье де Валинкура, и Бодуэна де Бовуара.
3 отряд — Гуго де Сен-Поль, Пьер Амьенский, Эсташ де Кантеле, Ансо де Кайо с их людьми
4 отряд — Луи де Блуа со своими вассалами (второй по численности)
5 отряд — шампанцы под командованием Матье де Монморанси. В составе этого отряда находились Виллардуэн, Оже де Сен-Шерон, Манассе де Лилль, Милон ле Бребан, Макер де Сент-Менеу.
6 отряд — бургундцы во главе с Эдом де Шамплитом. В этот отряд входили Гийом I де Шамплит, Ришар и Эд де Дампьеры, Оттон де ла Рош, Ги де Конфлан.
7 отряд (арьергард) — ломбардцы, тосканцы и воины Бургундского королевства под командованием Бонифация Монферратского (крупнейший отряд).
Венецианцы действовали отдельно.
Было решено высадиться у Константинополя «и либо победить, либо погибнуть».
5 июля была произведена высадка рядом с Галатой. Впереди шли корабли с лучниками, затем галеры на буксире вели юиссье, откуда рыцари и их люди прыгали в море и по пояс в воде шли к берегу. Византийцы не рискнули вступать с ними в сражение и обратились в бегство, после чего юиссье открыли десантные порты, и оттуда по мосткам были выведены лошади. Авангард графа Фландрского преследовал отступавших византийцев и захватил императорский лагерь, где удалось взять неплохую добычу.
По словам Никиты Хониата, превосходство воинов Запада было безусловным, поскольку

(…) римляне не только не осмелились сколько-нибудь сами подойти к неприятелю, но, обратив тыл против его атаки, частью пали, частью едва ускользнули от смерти, вообще бросились бежать во весь опор, и преимущественно начальники, оказавшиеся более боязливыми, чем робкие лани. Да и как было им осмелиться на борьбу с этими людьми, которых они в страхе называли смертоносными ангелами, или неуязвимыми медными статуями, и при одном виде которых готовы были умереть от ужаса?— Никита Хониат. Царствование Алексея Комнина, брата Исаака Ангела. III, 9
Гуго де Сен-Поль в письме к графу Лувенскому с насмешкой сообщает, что греки бежали так быстро, что их нельзя было настичь даже стрелой.
На ночь крестоносцы встали перед башней Галаты и в еврейском квартале Эстанор, представлявшем собой «целый город, очень красивый и очень богатый».

## Взятие Галаты
Для взятия Галаты и подступа к стенам столицы следовало прорвать железную цепь, преграждавшую вход в гавань Золотого Рога. Эта цепь, крепившаяся на громадных колоннах, тянулась от Галатской башни до Акрополя, поддерживаясь на поверхности воды деревянными поплавками. Разорвать её можно было при помощи корабля, оснащенного специальным приспособлением в виде огромных кусачек, или мощным тараном.
Гарнизон Галаты состоял из англосаксонских и датских воинов, а также генуэзцев и пизанцев, враждебных Венеции. На рассвете 6 июля, получив подкрепление, прибывшее на баржах из Константинополя, они произвели вылазку и атаковали лагерь крестоносцев. В бою был ранен в лицо Жак д’Авен, но подошедшие на помощь войска во главе с Пьером де Браше отбросили противника, на его плечах прорвались к воротам и после ожесточенного боя овладели ими. Многие защитники были убиты или взяты в плен, часть пыталась по цепи добраться до византийских барж, выстроившихся борт к борту позади цепи, но в это время венецианский корабль «Орел» прорвал цепь, и часть греческих кораблей была потоплена или захвачена.
7 июля корабли крестоносцев вошли в гавань, и на берегу состоялось совещание, на котором было решено, что венецианцы будут штурмовать город с воды, а французы с суши.

## Начало осады
10 июля отряды крестоносцев, согласно боевому расписанию, двинулись вдоль восточного берега к Влахернскому дворцу, а венецианский флот направился в юго-западную часть залива, где находилась пристань. Потратив сутки на восстановление разрушенного византийцами моста через Золотой Рог, пилигримы утром 11-го заняли позицию между Влахернами и монастырем Косьмы и Дамиана, который франки называли замком Боэмунда, так как во время Первого крестового похода там разместился предводитель крестоносцев Боэмунд Тарентский. По словам Виллардуэна, сил у французов хватило для осады одних Влахернских ворот, и продовольствия у них оставалось на две недели. Осажденные устроили две крупные вылазки, одной из которых руководил зять императора Феодор Ласкарь, который «своими страшными ударами доказал латинянам самим делом, что и между римлянами есть храбрые люди». Во время одной из вылазок франки взяли в плен Константина Ласкаря.

## Штурм
В четверг 17 июля 1203 года состоялся общий штурм Константинополя с суши и моря. Три боевых отряда были оставлены для защиты лагеря: шампанский и бургундский под общим командованием Матье де Монморанси, со стороны города, и Бонифаций Монферратский со стороны полей.
Бодуэн Фландрский с братом Анри, Луи де Блуа и Гуго де Сен-Поль возглавили штурмующих. Стену обороняли воины из варяжской гвардии императора. После упорного боя два рыцаря и два оруженосца захватили участок стены, куда затем поднялись ещё около пятнадцати рыцарей, вступивших в схватку с англосаксами и датчанами, орудовавшими боевыми топорами. Франки были сброшены со стены, двух рыцарей взяли живыми и доставили к императору Алексею. Понеся большие потери убитыми и ранеными, пилигримы отступили.
Венецианцы действовали успешнее, начав приступ у Петриона, в узком месте бухты, где был всего один пояс стен, высотой около 10 метров, обороняемый более слабыми силами, чем в районе Влахернских ворот. Дандоло расположил нефы, юиссье и галеры в один ряд «примерно на три арбалетных выстрела», соорудив на них осадные башни, возвышавшиеся над уровнем крепостных стен. Оттуда вели стрельбу лучники, а катапульты забрасывали осажденных метательными снарядами. В нескольких местах нефы подходили к стенам вплотную и начинался ближний бой на мечах и копьях.
Поскольку венецианцы опасались высаживаться на берег, старый и слепой дож потребовал, чтобы его спустили первым, и возглавил венецианский десант. Спутники несли перед ним знамя Святого Марка. Его пример увлек остальных, и воины, высадившись и установив мощный таран, проделали брешь в стене и устремились на штурм, но после упорного боя были выбиты из пролома пизанцами и «секироносными варварами», и отступили, понеся большие потери.
Тем временем воины с корабельных осадных сооружений взобрались на стену, для обороны которой, вероятно, европейских наемников уже не хватило, и легко овладели ею на значительном протяжении, заняв 25 башен. После этого они углубились в город на два километра, а чтобы избежать угрозы контратаки, подожгли близлежащие кварталы, отгородившись стеной огня. Дож направил франкам сообщение, что ему удалось проникнуть в город, а в качестве доказательства прислал 200 захваченных лошадей.

## Бегство Алексея III. Переговоры
Известие об успехе венецианцев, и то, что народ открыто начал поносить его оскорблениями, наконец, побудило императора взяться за оружие и выступить из города с огромными силами к лагерю франков. По словам Виллардуэна, против 6 франкских отрядов у византийцев было почти 60, и каждый из них больше по численности. Однако, крестоносцы, окружив лагерь частоколом, заняли позицию, которую можно было атаковать только в лоб. Византийские войска подошли к порядкам пилигримов и начали перестрелку. Венецианцы немедленно отправились на помощь. Никита Хониат полагает, что у византийцев была возможность одержать победу, если бы император сам атаковал или позволил бы это сделать Феодору Ласкарю, рвавшемуся в бой, но после длительного стояния напротив франков, не желавших переходить в наступление и покидать выгодную позицию, Алексей с позором увел свои войска к Силимврийским воротам.
На рассвете следующего дня он, взяв с собой дочь Ирину, 10 кентинариев золота, и бросив жену и остальных детей, на корабле отплыл в Девельт, где заранее заготовил себе убежище. После этого Исаак II был освобожден из тюрьмы и вновь возведен на трон. Крестоносцы направили к нему делегацию в составе Матье де Монморанси, Жоффруа де Виллардуэна и двух венецианцев требовать выполнения обязательств, данных его сыном, которого они задержали в лагере в качестве заложника. Переговоры продолжались до конца августа. Алексей был отпущен и 1 августа провозглашен императором.
По словам Виллардуэна, пилигримы требовали

Прежде всего поставить всю империю Романии в повиновение Риму, от которого она некогда отпала; потом выдать 200 тыс. марок серебром тем, кто находится в войске, и обеспечить малых и великих съестным на год; и доставить 10 тыс. человек на своих кораблях и содержать их за свой счет в течение года; и содержать за слой счет в заморской земле до конца своей жизни 500 рыцарей, которые будут охранять эту землю.— Жоффруа де Виллардуэн. Завоевание Константинополя, 188

## Последствия
Уже 19 июля начались беспорядки, когда пизанцы, недовольные соглашением византийцев с Венецией, примкнули к пилигримам и убедили их совершить богоугодное дело — разграбить мусульманский квартал. Скрытно подобравшись к мечети, они ворвались туда и вынесли все, что смогли. Мусульмане с помощью соседних греков погнались за грабителями, но не смогли вернуть всего, так как византийцы вскоре их покинули. В гневе мусульмане подожгли близлежащий квартал, и пожар, бушевавший два дня, уничтожил несколько районов города, в том числе ипподром и рынок.
Выплата обещанного легла тяжелым бременем на правительство, которому с большим трудом удалось собрать 100 тыс. марок, поровну выплаченных венецианцам и франкам. Пилигримам пришлось из своей доли отдать союзникам 34 тыс. как плату за провоз. Франки были недовольны и требовали от византийцев выплатить остальное. Чтобы добиться своего, они остались зимовать на Босфоре, заняли Галату, оставили во Влахернском дворце Пьера де Браше и срыли городскую стену на участке в 10 метров. Положение становилось все хуже, и в ноябре византийцы перестали снабжать крестоносцев продовольствием. Результатом стал открытый разрыв и новая осада, завершившаяся взятием Константинополя.

## Комментарии
1. ↑  Впоследствии ему предъявили для оплаты расписки на общую сумму в 450 тыс. марок (Успенский, с. 286)
2. ↑  Виллардуэн, 113—117. Как и в случае Симона де Монфора, пилигримов не столько смущало то, что изменение маршрута будет нарушением данного ими обета, а служба венецианцам, отлученным папой от церкви, является делом аморальным, сколько то обстоятельство, что взятие Константинополя имеющимися силами представлялось задачей невыполнимой
3. ↑  Транспортный корабль с откидным портом на корме для погрузки и выгрузки лошадей